# Schefflera micrantha
Schefflera micrantha là một loài thực vật có hoa trong Họ Cuồng cuồng. Loài này được (C.B.Clarke) Gamble miêu tả khoa học đầu tiên năm 1919.